# Камілла
Камі́лла (лат. Camilla) — дочка міфічного владаря вольсків Метаба, войовниця, яку вбив Еней (у відповідності з перекладом Енеїди Біликом Каміллу вбив не Еней, а Аррунт) під час війни з Турном (Вергілій).

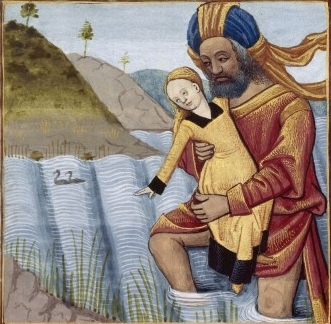
Метаб та Камілла

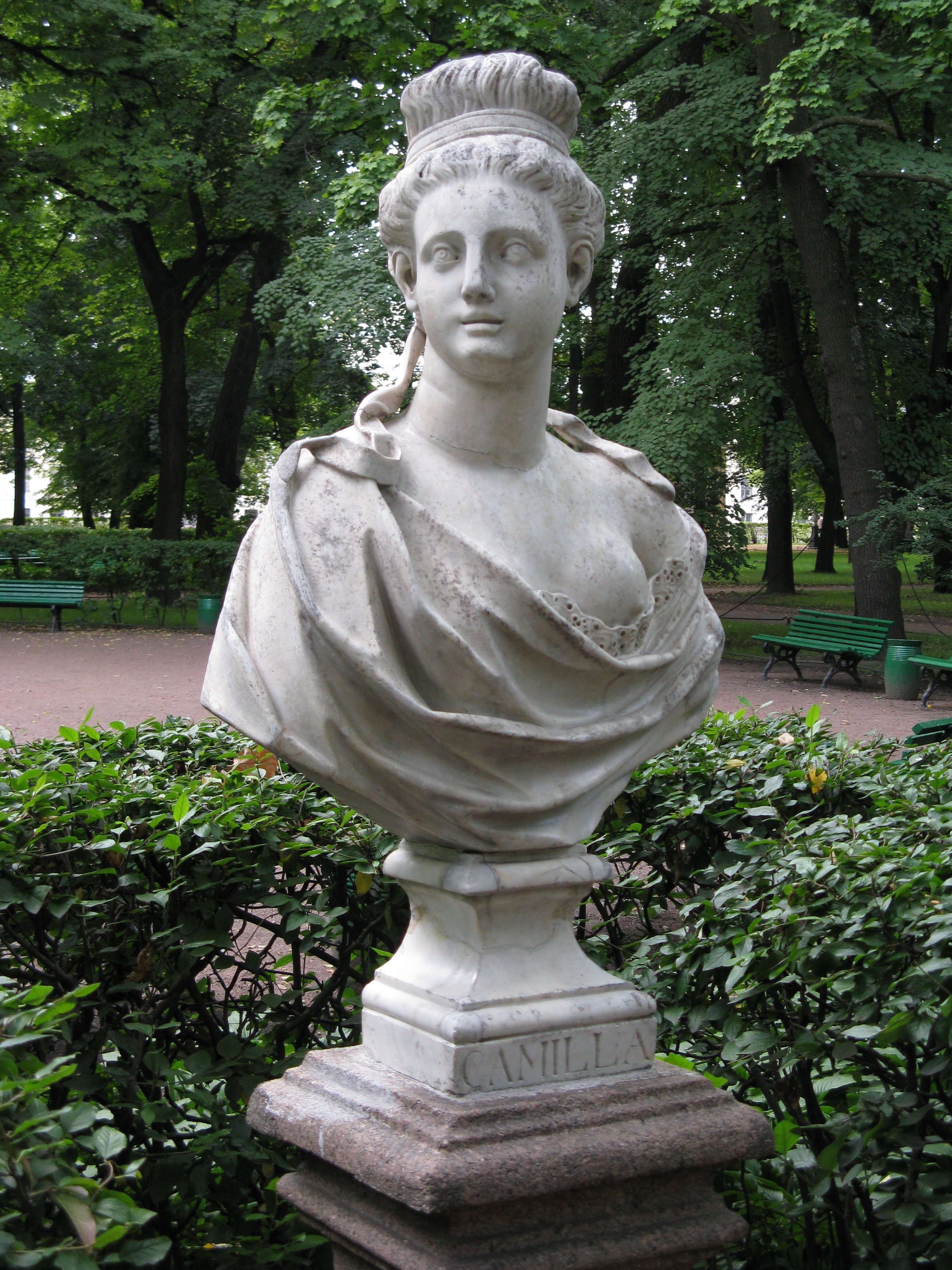
Бюст Камілли у літньому саду Санкт-Петербурга

У «Енеїді» Івана Котляревського опис Камілли:
| До пупа жінка, там — кобила, Кобилячу всю мала стать: Чотири ноги, хвіст з прикладом, Хвостом моргала, била задом, Могла і говорить, і ржать. |